# Tapinocephalia
Tapinocephalia são um dos principais grupos de therapsidas dinocephalia. Os tapinocephalia são principalmente da África e apenas uma espécie é encontrado no norte - Ulemosaurus da Rússia. Os tapinocephalia formam    duas clades, Titanosuchidae e Tapinocephalidae. Os tapinocéfalos mais recentes passaram de carnívoros para onívoros. Um desses carnívoros / onívoros são os Titanosuchidae. Eles eram predadores de cauda longa que caçavam outros therapsidas herbívoros. Tapinocéfalos tinham grandes cabeças. Alguns possuíam chifres e outros eram herbívoros. Os mais notáveis tapinocephalia foram os Moschops, Tapinocephalus, e o Titanosuchus.